# Ed Jucker
Ed Jucker, né le 8 juillet 1916, à Norwood, en Ohio et mort le 2 février 2002, à Callawassie Island, Caroline du Sud, est un ancien entraîneur américain de basket-ball. 

## Palmarès
- Champion NCAA 1961, 1962
- Trophée Henry Iba 1963